# Голд, Томас
Томас Голд (англ. Thomas Gold; 22 мая 1920 — 22 июня 2004) — американский астроном.
Член Лондонского королевского общества (1964) и Национальной академии наук США (1968).

## Биография
Родился в Вене. Его отец — Макс Голд — был крупным промышленником, мать — Жозефин Мартин — актрисой. В конце 1920-х годов семья поселилась в Берлине, откуда они были вынуждены бежать в 1930-х годах в связи с ростом антисемитских настроений в стране. Учился в школе Lyceum Alpinum Zuoz (Швейцария), в 1942 окончил Тринити-колледж Кембриджского университета (Англия). 
В 1942—1946 годах занимался радарными исследованиями в Британском адмиралтействе, в 1948—1952 годах преподавал в Кембриджском университете, в 1952—1956 годах — старший помощник королевского астронома в Гринвичской обсерватории. С 1957 года жил в США. До 1959 года — профессор астрономии Гарвардского университета, с 1959 года — профессор астрономии Корнеллского университета и директор Центра радиофизики и космических исследований этого университета. 
Круг научных интересов Голда очень широк. В космологии является одним из авторов (вместе с Г. Бонди и Ф. Хойлом) теории стационарной Вселенной (1948). Изучил свойства замкнутой Вселенной, в которой крупномасштабные вариации плотности могут рассматриваться как отдельные вселенные — подсистемы более низкого порядка. В рамках общей теории относительности обсудил вопросы, связанные с природой времени. Исследовал некоторые проблемы динамики Солнечной системы (движение оси вращения Земли, осевое вращение Меркурия, Венеры). Большое число работ посвятил происхождению и природе космических лучей, в частности изучал частицы высоких энергий, возникающие при вспышках на Солнце и ускоряемые в межпланетных магнитных полях. Разрабатывал теорию происхождения солнечных вспышек. Предложил объяснение мощного оптического и радиоизлучения квазаров как следствия столкновений звезд в этих системах. После открытия пульсаров в 1968 году первым предложил модель этого феномена как быстро вращающейся нейтронной звезды. В этой модели магнитная ось звезды, одновременно являющаяся осью конуса, в котором сосредоточено мощное излучение, не совпадает с её осью вращения, и поэтому наблюдатель воспринимает излучение в виде импульсов. Рассмотрел пульсары как один из возможных источников космических лучей.
Выполнил также ряд исследований природы лунной поверхности и её эволюции. В своё время пользовалась популярностью гипотеза Голда, согласно которой поверхность Луны покрыта слоем пыли большой толщины. По мнению Голда, в результате постоянной бомбардировки микрометеоритами на поверхности Луны образовался огромный запас тонко раздробленных минеральных частиц; перемещаясь, эти частицы скапливаются в понижениях, в результате чего в лунных морях толщина слоя рыхлой пыли может колебаться от нескольких метров до нескольких километров. Гипотеза Голда хорошо объясняет оптические свойства и низкую теплопроводность лунного грунта. Дальнейшее изучение свойств мелкодисперсных пылевых частиц показало, что в условиях Луны (вакуум и действие космической радиации) они должны слипаться в агрегаты и образовывать отложения, рыхлые на поверхности и более плотные в глубине.
Ряд работ относится к геофизике, а также биофизике (автор физических теорий органов чувств человека).
Один из исследователей гипотезы абиогенного происхождения нефти.
Золотая медаль Королевского астрономического общества (1985).